# Лызлово (Рузский городской округ)
Лызлово — деревня в Рузском районе Московской области, входящая в сельское поселение Колюбакинское. Население 18 человек на 2006 год. До 2006 года Лызлово входило в состав Барынинского сельского округа.

## Расположение
Деревня расположена на востоке района, примерно в 15 километрах восточнее Рузы, у истоков безымянного левого притока ручья Гнилуша (левый приток Москва-реки), высота центра над уровнем моря 198 м. Ближайшие населённые пункты — Неверово в 2 км на северо-восток и Высоково — в 2 км на юго-восток.

## Храм в честь иконы Божией Матери «Живоносный Источник»
Храм в честь иконы Божией Матери «Живоносный Источник» был построен в 2002—2014 годах (архитектор З. И. Подымова), освящён 23 февраля 2014 года. Храм довольно точно повторяет Церковь Покрова на Нерли, предположительно имевшую изначально шлемовидный купол.
Рядом, в память прежде бывшей часовни, расположена небольшая деревянная церковь Иконы Божией Матери Одигитрия 2002 года постройки. Также рядом находятся и 2 деревянные часовни: Александра Невского, у воинского захоронения времен Великой Отечественной войны, построенная на вместо старой, XIX века, разрушенной в середине XX века и Богоявления Господня с крестильней постройки середины 2000-х годов.